# Faunis microocellata
Faunis microocellata är en fjärilsart som beskrevs av Robert T. Bakker 1942. Faunis microocellata ingår i släktet Faunis och familjen praktfjärilar. Inga underarter finns listade i Catalogue of Life.